# Fenerbahçe Spor Kulübü 2020-2021 (pallavolo maschile)
Questa voce raccoglie le informazioni riguardanti il Fenerbahçe Spor Kulübü nelle competizioni ufficiali della stagione 2020-2021.

## Organigramma societario
Area direttiva
- Presidente: Ali Koç

Area tecnica
- Allenatore: Erkan Toğan
- Allenatore in seconda: Kerem Eryılmaz
- Assistente allenatore: Ali Yılmaz
- Scoutman: Emre Yalçınkaya

## Rosa
| N° | Nome             | Ruolo | Data di nascita  | Nazionalità sportiva |
| -- | ---------------- | ----- | ---------------- | -------------------- |
| 1  | Ulaş Kıyak       | P     | 11 agosto 1981   | Turchia              |
| 2  | Caner Pekşen     | P     | 9 giugno 1987    | Turchia              |
| 3  | Graham Vigrass   | C     | 17 giugno 1989   | Canada               |
| 4  | Nicholas Hoag    | S     | 19 agosto 1992   | Canada               |
| 5  | Hasan Yeşilbudak | L     | 11 gennaio 1984  | Turchia              |
| 8  | İzzet Ünver      | S     | 1º gennaio 1992  | Turchia              |
| 9  | Halil Kurt       | C     | 16 febbraio 1998 | Turchia              |
| 10 | Emre Batur       | C     | 21 aprile 1988   | Turchia              |
| 11 | Taha Erden       | S     | 13 gennaio 2002  | Turchia              |
| 12 | Arinze Nwachukwu | O     | 15 agosto 2002   | Nigeria              |
| 13 | Salvador Hidalgo | S     | 27 dicembre 1985 | Cuba                 |
| 14 | Hasan Sıkar      | C     | 18 maggio 1991   | Turchia              |
| 15 | Metin Toy        | O     | 3 maggio 1994    | Turchia              |
| 18 | Ahmet Karataş    | L     | 31 marzo 1991    | Turchia              |
| 19 | Bora Stanicki    | S     | 27 luglio 2001   | Turchia              |
| 20 | Doruk Daioğlu    | L     | 8 febbraio 2001  | Turchia              |

## Statistiche

### Statistiche di squadra
| Competizione     | Punti | In casa | In casa | In casa | In trasferta | In trasferta | In trasferta | Totale | Totale | Totale |
| Competizione     | Punti | G       | V       | P       | G            | V            | P            | G      | V      | P      |
| ---------------- | ----- | ------- | ------- | ------- | ------------ | ------------ | ------------ | ------ | ------ | ------ |
| Efeler Ligi      | 75    | 19      | 15      | 4       | 18           | 14           | 4            | 37     | 29     | 8      |
| Coppa di Turchia | 9     | 1       | 1       | 0       | 0            | 0            | 0            | 5      | 4      | 1      |
| Supercoppa turca | -     | -       | -       | -       | -            | -            | -            | 1      | 1      | 0      |
| Champions League | 6     | 0       | 0       | 0       | 0            | 0            | 0            | 6      | 2      | 4      |
| Totale           | -     | 20      | 16      | 4       | 18           | 14           | 4            | 49     | 36     | 13     |

G = partite giocate; V = partite vinte; P = partite perse

### Statistiche dei giocatori
| Giocatore     | Campionato | Campionato | Campionato | Campionato | Campionato | Coppa di Turchia | Coppa di Turchia | Coppa di Turchia | Coppa di Turchia | Coppa di Turchia | Supercoppa turca | Supercoppa turca | Supercoppa turca | Supercoppa turca | Supercoppa turca | Champions League | Champions League | Champions League | Champions League | Champions League | Totale | Totale | Totale | Totale | Totale |
| Giocatore     | P          | PT         | AV         | MV         | BV         | P                | PT               | AV               | MV               | BV               | P                | PT               | AV               | MV               | BV               | P                | PT               | AV               | MV               | BV               | P      | PT     | AV     | MV     | BV     |
| ------------- | ---------- | ---------- | ---------- | ---------- | ---------- | ---------------- | ---------------- | ---------------- | ---------------- | ---------------- | ---------------- | ---------------- | ---------------- | ---------------- | ---------------- | ---------------- | ---------------- | ---------------- | ---------------- | ---------------- | ------ | ------ | ------ | ------ | ------ |
| E. Batur      | 32         | 181        | 117        | 57         | 7          | 5                | 33               | 20               | 9                | 4                | 1                | 6                | 3                | 2                | 1                | 6                | 19               | 10               | 8                | 1                | 44     | 239    | 150    | 76     | 13     |
| D. Daioğlu    | 0          | 0          | 0          | 0          | 0          | 0                | 0                | 0                | 0                | 0                | -                | -                | -                | -                | -                | -                | -                | -                | -                | -                | 0      | 0      | 0      | 0      | 0      |
| T. Erden      | 3          | 5          | 4          | 1          | 0          | 2                | 1                | 0                | 1                | 0                | 0                | 0                | 0                | 0                | 0                | -                | -                | -                | -                | -                | 5      | 6      | 4      | 2      | 0      |
| S. Hidalgo    | 35         | 548        | 468        | 18         | 62         | 5                | 67               | 54               | 6                | 7                | 1                | 26               | 23               | 0                | 3                | 6                | 93               | 83               | 5                | 5                | 47     | 734    | 628    | 29     | 77     |
| N. Hoag       | 35         | 344        | 267        | 26         | 51         | 5                | 67               | 51               | 7                | 9                | 1                | 17               | 15               | 2                | 0                | 6                | 52               | 43               | 2                | 7                | 47     | 480    | 376    | 37     | 67     |
| A. Karataş    | 36         | 0          | 0          | 0          | 0          | 4                | 0                | 0                | 0                | 0                | 0                | 0                | 0                | 0                | 0                | 6                | 0                | 0                | 0                | 0                | 46     | 0      | 0      | 0      | 0      |
| U. Kıyak      | 35         | 87         | 25         | 43         | 19         | 5                | 9                | 4                | 4                | 1                | 1                | 4                | 2                | 2                | 0                | 6                | 9                | 4                | 4                | 1                | 47     | 109    | 35     | 53     | 21     |
| H. Kurt       | 19         | 38         | 21         | 15         | 2          | 1                | 5                | 3                | 2                | 0                | 0                | 0                | 0                | 0                | 0                | 5                | 7                | 3                | 4                | 0                | 25     | 50     | 27     | 21     | 2      |
| A. Nwachukwu  | 23         | 87         | 73         | 11         | 3          | 5                | 10               | 7                | 2                | 1                | 0                | 0                | 0                | 0                | 0                | 5                | 14               | 11               | 2                | 1                | 33     | 111    | 91     | 15     | 5      |
| C. Pekşen     | 26         | 3          | 0          | 0          | 3          | 5                | 1                | 0                | 1                | 0                | 0                | 0                | 0                | 0                | 0                | 5                | 1                | 0                | 0                | 1                | 36     | 5      | 0      | 1      | 4      |
| H. Sıkar      | 27         | 91         | 59         | 26         | 6          | 3                | 16               | 8                | 7                | 1                | 1                | 3                | 2                | 1                | 0                | 2                | 2                | 1                | 1                | 0                | 33     | 112    | 70     | 35     | 7      |
| B. Stanicki   | 8          | 20         | 17         | 2          | 1          | 1                | 1                | 1                | 0                | 0                | -                | -                | -                | -                | -                | 1                | 0                | 0                | 0                | 0                | 10     | 21     | 18     | 2      | 1      |
| M. Toy        | 36         | 518        | 437        | 43         | 38         | 5                | 64               | 53               | 5                | 6                | 1                | 7                | 6                | 0                | 1                | 6                | 67               | 56               | 4                | 7                | 48     | 656    | 552    | 52     | 52     |
| İ. Ünver      | 24         | 76         | 63         | 9          | 4          | 4                | 14               | 13               | 1                | 0                | 0                | 0                | 0                | 0                | 0                | 4                | 14               | 14               | 0                | 0                | 32     | 104    | 90     | 10     | 4      |
| G. Vigrass    | 35         | 271        | 184        | 58         | 29         | 4                | 32               | 22               | 7                | 3                | 1                | 8                | 6                | 2                | 0                | 6                | 40               | 28               | 9                | 3                | 46     | 351    | 240    | 76     | 35     |
| H. Yeşilbudak | 34         | 0          | 0          | 0          | 0          | 4                | 0                | 0                | 0                | 0                | 1                | 0                | 0                | 0                | 0                | 6                | 0                | 0                | 0                | 0                | 45     | 0      | 0      | 0      | 0      |

P = presenze; PT = punti totali; AV = attacchi vincenti; MV = muri vincenti; BV = battute vincenti